# Orthotrichum pungens
Orthotrichum pungens är en bladmossart som beskrevs av Mitten 1869. Orthotrichum pungens ingår i släktet hättemossor, och familjen Orthotrichaceae. Inga underarter finns listade i Catalogue of Life.